# Shane Wright
Shane Wright (Burlington, Ontario, 5 de enero de 2004) es un jugador profesional canadiense de hockey sobre hielo que se desempeña en la posición de centro en Seattle Kraken, equipo de la National Hockey League (NHL).

## Carrera
Fue seleccionado en la primera ronda en la NHL Entry Draft de 2022. Hizo su debut profesional con el equipo Seattle Kraken, donde lleva jugando dos temporadas.